# Agamovití
Agamovití (Agamidae) jsou početná čeleď středně velkých ještěrů. Rozšíření byli již v období druhohor, koncem křídové periody. Některé objevy zástupců této čeledi pak pocházejí až z přelomu rané a pozdní křídy (stáří kolem 100 milionů let).

## Charakteristika
Dorůstají délky 10 až 120 cm a vyskytují se v tropech a subtropech Afriky, Asie, Austrálie i jihovýchodní Evropy. Největší zastoupení mají v Asii, kde také dosáhly největší rozmanitosti typů. Většinou se jedná o čilé, výrazně denní ještěry s velkou kulatou hlavou a dobře vyvinutými končetinami. V tlamce najdeme zuby akrodontního typu, pouze u některých druhů se v přední části tlamky objevují i pleurodontní zuby. Většina agam se vyznačuje dlouhým, nelámavým ocasem, který může být i částečně ovíjivý (např. rod Harpesaurus). Některé z nich, např. trnorepové rodů Uromastyx a Xenagama mají ocasy krátké, tlusté a ozbrojené silnými ostny. Zbarvení je většinou závislé na životním prostředí, u pouštních a stepních druhů převládá žlutá, hnědá a béžová barva, u pralesních a semiakvatických druhů zelená, samci některých druhů mají velmi pestré zbarvení (agama osadní, agama motýlí). Většinou je vytvořen pohlavní dimorfismus. Většina druhů agam má na těle vytvořeny různé kožní hřebeny na hřbetě a ocase (velmi výrazně např. agama molucká) laloky na hrdle (např. agama vousatá, agamky rodů Sitana a Sarada), kožní límce a duplikatury (agama límcová, agamka písečná), růžky na hlavě (např. trnoještěři rodu Acantosaura a rohoještěři rodu Harpesaurus) nebo ostny na ocase (např. trnorepové) či na celém těle (moloch ostnitý). Agamy jsou aktivní převážně ve dne, dobře běhají, šplhají nebo hrabou. Živí se hlavně hmyzem, některé žerou drobné obratlovce nebo jsou částečně býložravé, např. trnorepové nebo agama motýlí. Největší druhy – např. agama kočinčinská a agama molucká – dosahují délky až 1 m.

## Ekologie
Mnoho druhů agam se nápadně podobá americkým leguánům, což je výsledkem konvergentní evoluce. Agamy obsadily širokou škálu biotopů od pouští (např. moloch ostnitý, trnorepové, agamky rodu Phrynocephalus) přes stepi a polopouště (např. agama osadní, límcová, vousatá) až po tropické deštné lesy, např. agamy rodů Calotes, Acantosaura, Gonocephalus). Některé druhy, např. agama kavkazská nebo himálajská, stoupají až do výšky 4000 m n. m., jiné, např. agama motýlí, se přizpůsobily životu v norách, existují i obojživelné druhy, např. příslušníci rodu Hydrosaurus. Mnohé druhy agam dokážou dočasně běžet po zadních končetinách, což je adaptace získaná postupnou evolucí.

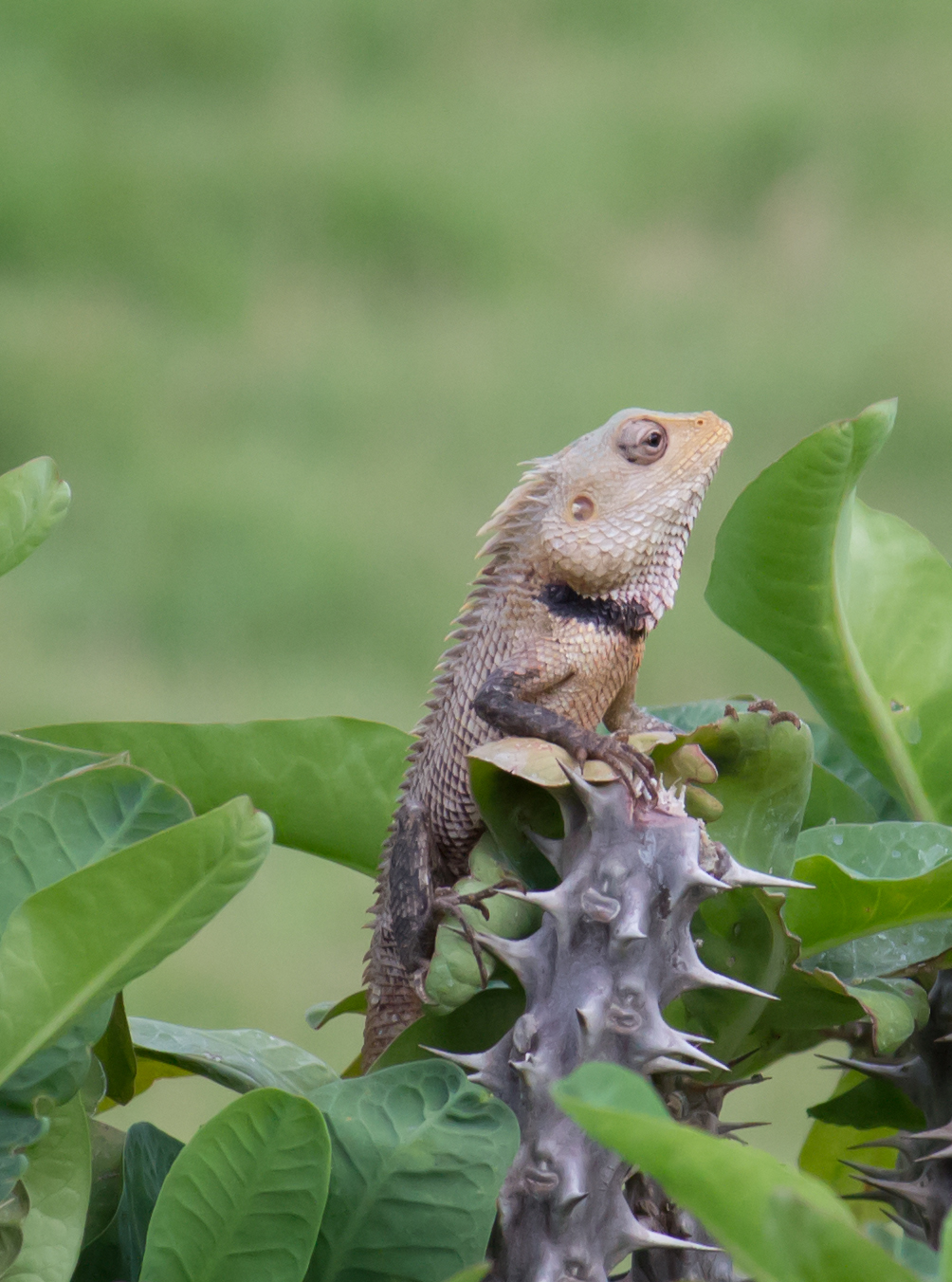
Lepoještěr (Calotes sp.)

Celkem je známo asi 370 druhů ve 34 rodech. Žijí v různých biotopech: v pralesích, v pouštích i ve vysokohorském prostředí. Většinou snášejí vejce, ale některé druhy, např. z rodu Cophotis, jsou vejcoživorodé.
Mají-li české jméno, pak rodové jméno je nejčastěji agama; dalšími rody jsou trnorep (Uromastyx sp.), trnoještěr (Acanthosaura sp.), lepoještěr (Calotes sp.), moloch (Moloch sp.) nebo dráček (Draco sp.).

## Systematika
- Acanthocercus
- Acanthosaura
  - zástupce: Acanthosaura capra – trnoještěr kozí
- Agama
  - zástupce: Agama agama – agama osadní
- Amphibolurus
- Aphaniotis
- Brachysaura
- Bronchocela
- Bufoniceps
- Caimanops
- Calotes
  - zástupce: Calotes versicolor – Lepoještěr pestrý
- Ceratophora
- Chelosania
- Chlamydosaurus
  - zástupce: Chlamydosaurus kingii – Agama límcová
- Cophotis
  - zástupce: Cophotis ceylanica – agama živorodá
- Coryphophylax
- Cryptagama
- Ctenophorus
- Dendragama
- Diporiphora
- Draco
  -  zástupce: Draco volans – dráček létavý
- Gonocephalus
  - zástupce: Gonocephalus grandis – drakoun velký
- Harpesaurus
  - zástupce: Harpesaurus beckari – rohoještěr Beckarův
- Hydrosaurus
  - zástupce: Hydrousaurus amboinensis – agama molucká
- Hypsicalotes
- Hypsilurus
- Japalura
  - zástupce: Japalura splendida – agama bojovná
- Laudakia
  - zástupce: Laudakia stelio – agama hardúm
- Leiolepis
  - zástupce: Leiolepis belliana – agama motýlí
- Lophocalotes
- Lophognathus
- Lyriocephalus
- Mictopholis
- Moloch
  - zástupce: Moloch horridus – moloch ostnitý
- Oreodeira
- Oriocalotes
- Otocryptis
- Phoxophrys
- Phrynocephalus
  - zástupce: Phrynocephalus mystaceus – agamka písečná
- Physignathus
  - zástupce: Physignathus cocincinus – agama kočinčínská
- Pogona
  - zástupce: Pogona barbata – agama vousatá
- Pseudocalotes
- Pseudotrapelus
  - zástupce: Pseudotrapelus sinaicola – agamka sinajská
- Psammophilus
- Ptyctolaemus
- Rankinia
- Salea
- Sitana
  - zástupce: Sitana ponticeriana – agamka laločnatá
- Trapelus
  - zástupce: Trapelus sanguinolentus – agama stepní
- Tympanocryptis
- Uromastyx 
  - zástupce: Uromastyx acantinurus – trnorep skalní
- Xenagama
  - zástupce: Xenagama taylori – trnorep Taylorův